# Leeuwenia
Leeuwenia is een geslacht van insecten uit de tripsenfamilie van de Phlaeothripidae.

## Soorten
- Leeuwenia aculeatrix
- Leeuwenia aliceae Mound & Tree, 2021[2]
- Leeuwenia ananthakrishnani
- Leeuwenia angulata
- Leeuwenia arbastoae
- Leeuwenia ardisiae
- Leeuwenia caelatrix
- Leeuwenia cameroni Mound & Tree, 2021[2]
- Leeuwenia convergens Hood, 1918
- Leeuwenia coriacea
- Leeuwenia crocodilus
- Leeuwenia diospyri Mound, 2004[3]
- Leeuwenia eugeniae
- Leeuwenia fimbriatrix
- Leeuwenia flavicornata
- Leeuwenia gladiatrix
- Leeuwenia indica
- Leeuwenia karnyi
- Leeuwenia karnyiana
- Leeuwenia irukandji Mound & Tree, 2021[2]
- Leeuwenia maculans
- Leeuwenia pasanii
- Leeuwenia polyosmae Mound, 2004[3]
- Leeuwenia pugnatrix
- Leeuwenia scolopiae Mound, 2004[3]
- Leeuwenia seriatrix
- Leeuwenia spinosus
- Leeuwenia taiwanensis
- Leeuwenia tetrastigmae Mound, 2004[3]
- Leeuwenia vorax